# Хутово-Блато
43°03′25″ пн. ш. 17°45′28″ сх. д. / 43.056847222222° пн. ш. 17.757683333333° сх. д.

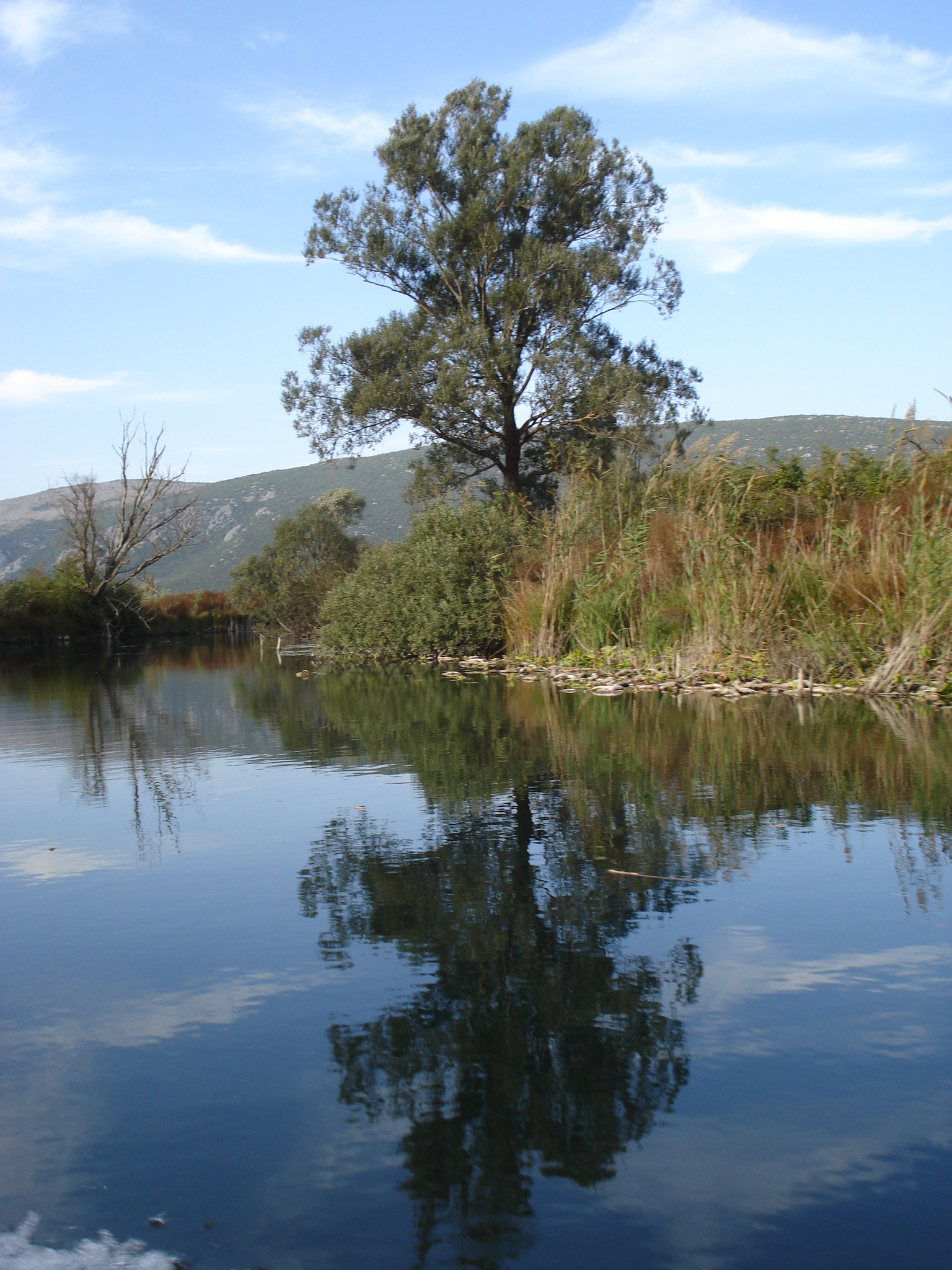
Річка Крупа у межах заповідника Хутово-Блато (Боснія та Герцеговина).

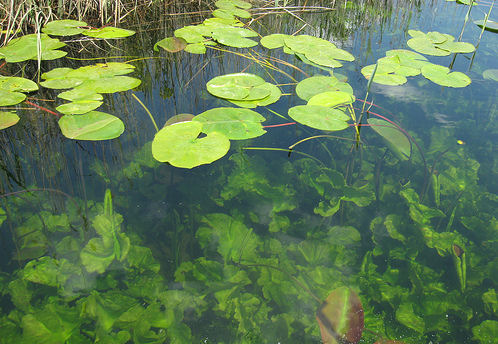
Кришталево чиста, холодна вода цього незвичайного виду болота.

Хутово-Блато (босн. Hutovo Blato) —  природний та орнітологічний заповідник у Боснії та Герцеговині, за 5 км від Чапліни. Займає майже 8 000 га простору в долині Неретви. Його основу складають марші, утворені підземною системою водоносного горизонту річки Крупа.
Заповідник внесено до списку важливих орнітологічних територій «BirdLife International». Це найбільший заповідник такого роду в регіоні, як з огляду на розмір, так і на різноманітность: там мешкає понад 240 видів перелітнх птахів та десятки тих, які постійно живуть у середземноморських водно-болотяних угіддях навколо озера Дерансько. 
Заповідник знаходиться приблизно за 15 км від Адріатичного моря, тому в ньому відчутний вплив середземноморського клімату. Вхід на територію парку безплатний.

## Помічені птахи
Систематизований перелік зареєстрованих видів станом на 13 квітня 2001:
- Tachybaptus ruficollis
- Podiceps cristatus
- Phalacrocorax carbo
- Microcarbo pygmeus
- Egretta garzetta
- Ardea cinerea
- Ardea purpurea
- Anas strepera
- Anas platyrhynchos
- Anas querquedula
- Circaetus gallicus
- Circus aeruginosus
- Buteo buteo
- Fulica atra
- Philomachus pugnax
- Tringa glareola
- Larus ridibundus
- Larus cachinnans
- Apus melba
- Hirundo rustica
- Motacilla alba
- Luscinia megarhynchos
- Cettia cetti
- Sylvia cantillans
- Sylvia atricapilla
- Aegithalos caudatus
- Remiz pendulinus
- Corvus cornix
- Passer domesticus
- Fringilla coelebs
- Serinus serinus
- Emberiza cirlus
- Miliaria calandra